# Tetraederlücke

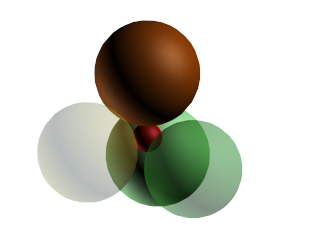
Tetraederlücke

Die Tetraederlücke ist der Hohlraum in einem Tetraeder, der frei bleibt, wenn in die Ecken des Tetraeders sich berührende Kugeln gesetzt werden.
Viele Kristalle haben Strukturen, in denen die Atome lokal ein Tetraeder bilden. Zu diesen Strukturtypen gehören unter anderem die dichtesten Kugelpackungen, also vor allem das kubisch flächenzentrierte Gitter und die hexagonal dichteste Kugelpackung. Dichteste Kugelpackungen, zu denen das kubisch raumzentrierte Gitter nicht gehört, haben doppelt so viele Tetraederlücken wie Kugeln. So hat ein kubisch-flächenzentriertes Gitter 8 · 1/8 + 6 · 1/2 = 4 ganze Atome pro Elementarzelle und 2 · 4 = 8 Tetraederlücken.
In die Tetraederlücken können kleinere Fremdatome eingelagert werden, unregelmäßig als Fehlstellen oder regelmäßig als Verbindungspartner. Ein Beispiel für den regelmäßigen Einbau sind die Fluor-Atome in den Tetraederlücken des kubisch-flächenzentrierten Calcium-Gitters im Fluorit.
Neben den Tetraederlücken besitzen dichteste Kugelpackungen auch noch die größeren Oktaederlücken, die von sechs Atomen gebildet werden.

## Größe
Im Modell der Kugelpackungen werden die Atome bzw. Ionen üblicherweise – entsprechend der Definition des Ionenradius – als (annähernd) starre Kugeln gedacht. Die Größe der Tetraederlücke kann dann angegeben werden durch den Radius r jener Kugel, die genau in die Lücke hineinpasst. Mit dem Radius R der großen Kugeln in den Ecken des Tetraeders, d. h. der halben Bindungslänge, erhält man folgende Werte.

### Kubisch-flächenzentriertes Gitter

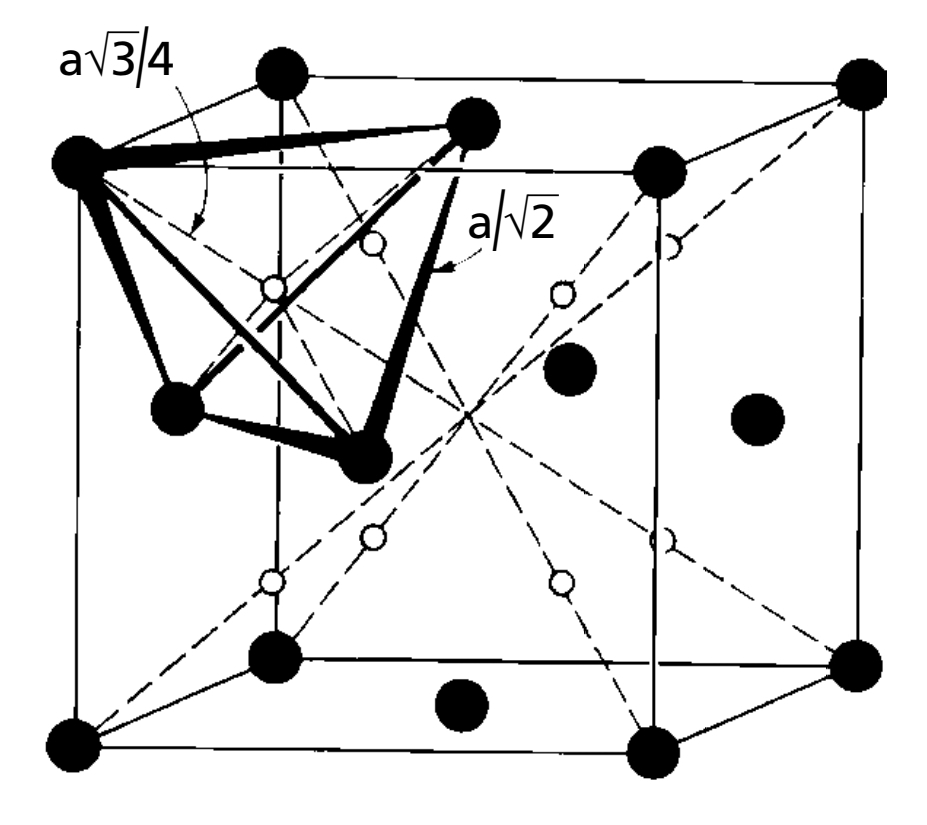
Tetraedederlücke im kfz-Gitter

Hier sind alle Seiten des Tetraeders gleich lang und alle seine Ecken gleich weit von seinem Zentrum entfernt, vgl. Abb.; es handelt sich um ein regelmäßiges Tetraeder:
{\displaystyle r=r_{u}-R=\left({\sqrt {\frac {3}{2}}}-1\right)R\approx 0{,}224744871\cdot R}
mit
- der Seitenlänge k = 2 R des Tetraeders
- dem Radius ru der Umkugel des Tetraeders:

{\displaystyle r_{u}={\frac {\sqrt {6}}{4}}k={\frac {\sqrt {3}}{2{\sqrt {2}}}}\,k={\frac {\sqrt {3}}{\sqrt {2}}}\,R\approx 1{,}225\,R}
- der Seitenlänge {\displaystyle a={\sqrt {2}}\,k=2{\sqrt {2}}\,R\approx 2{,}828\,R} der Elementarzelle.

### Kubisch-raumzentriertes Gitter

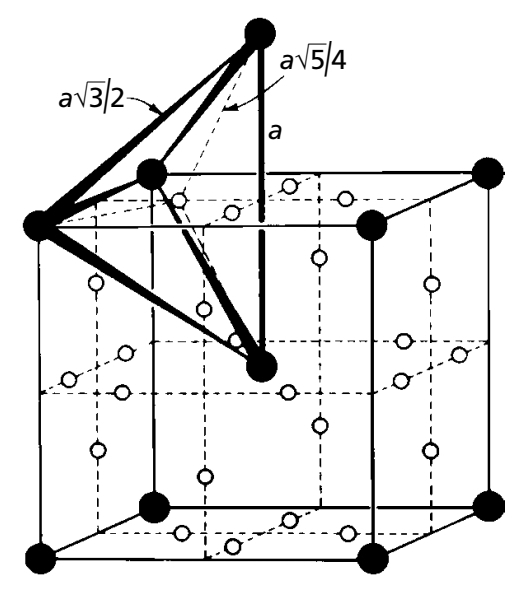
Tetraedederlücke im krz-Gitter

Hier sind nicht alle Seiten des Tetraeders gleich lang, aber alle seine Ecken gleich weit von seinem Zentrum entfernt, vgl. Abb., es handelt sich um ein verzerrtes bzw. unregelmäßiges Tetraeder:
{\displaystyle r=r_{u}-R=\left({\sqrt {\frac {5}{3}}}-1\right)R\approx 0{,}291\cdot R}
mit
- dem Radius ru der Umkugel des Tetraeders:

{\displaystyle r_{u}={\frac {\sqrt {5}}{4}}a={\frac {\sqrt {5}}{\sqrt {3}}}\,R\approx 1{,}29\,R}
- der Seitenlänge {\displaystyle a={\frac {4}{\sqrt {3}}}\,R\approx 2{,}31\,R} der Elementarzelle.